# Il maggiorasco
Il maggiorasco (Das Majorat) è un racconto di Ernst Theodor Amadeus Hoffmann che apparve nel secondo volume dei Nachtstücke (Notturni, titolo tradotto anche con Racconti notturni) pubblicato nel novembre del 1817.

## Trama
Il giovane Teodoro accompagna il prozio V. nel soggiorno al castello di Rossiten, nella Prussia orientale, dove il suo anziano parente, in qualità di avvocato, assiste il barone Roderico Von R. nell'amministrazione della proprietà (la quale passa di erede in erede secondo quanto previsto dall'istituto del maggiorasco). Nel castello si aggira uno spettro e Teodoro, dopo averlo udito rumoreggiare nella stanza attigua alla sua fin dalla prima notte, ne parla al prozio V., che inaspettatamente dimostra di conoscere il sistema per esorcizzarlo. Dopo qualche giorno nel castello arrivano anche il barone Roderico e sua moglie, la giovane baronessa Serafina, della quale Teodoro si innamora perdutamente. Una sera, rimasto solo con la baronessa, Teodoro le narra l'avventura del fantasma e Serafina ne rimane sconvolta. Prozio e pronipote fanno quindi ritorno a Königsberg e il vecchio avvocato, ormai prossimo alla morte, racconta a Teodoro la storia del castello di Rossiten, affinché il giovane comprenda che il suo amore per Serafina era proibito non soltanto dalle loro differenti condizioni sociali ma anche da una lunga serie di fatti inquietanti, avvenuti dal tempo in cui il primo barone Roderico, sinistro personaggio dedito alla magia nera, aveva posto il castello sotto l'istituto del maggiorasco.

## Edizioni italiane
- E.T.A. Hoffmann, Il maggiorasco e altre novelle, a cura di Barbara Allason, UTET, Torino, 1947.
- E.T.A. Hoffmann, Racconti notturni, a cura di Claudio Magris, traduzioni di Carlo Pinelli e Alberto Spaini, Einaudi, Torino, 1994.
- E.T.A. Hoffmann, Notturni, a cura e traduzione di Luca Crescenzi, Biblioteca economica Newton, Roma, 1995. ISBN 88-7983-797-4.